# Oostzee-Finse volkeren
De Oostzee-Finse volkeren, ook Oostzeefinnen, Baltische Finnen of West-Finnen genoemd, zijn Fins-Oegrische volkeren die in het Oostzeegebied in Noord- en Oost-Europa wonen en Oostzee-Finse talen spreken. Hieronder vallen de eigenlijke Finnen, Esten, Kareliërs, Wepsen, Ingriërs, Woten en Lijven.
Het grootste deel van de Oostzeefinnen (meer dan 98%) wordt gevormd door etnische Finnen en Esten, die in de enige twee onafhankelijke Oostzeefinse natiestaten wonen: Finland en Estland. Oostzee-Finse volkeren vormen ook belangrijke minderheidsgroepen in de buurlanden Zweden, Noorwegen en Rusland.

## Theorieën betreffende de oorsprong
Volgens de migratietheorie, die voornamelijk gebaseerd was op vergelijkende taalkunde, migreerden de proto-Finnen rond 1000 voor Christus van een oorspronkelijk thuisland ergens in Noordwest-Siberië of West-Rusland naar de kusten van de Oostzee, waarna de Finnen en Esten uit elkaar gingen. De migratietheorie wordt sinds 1980 in twijfel getrokken op basis van genealogie, craniometrie en archeologie.
Sinds de jaren '80 hebben onderzoek in fysieke antropologie, craniometrische analyses en mitochondriale en Y-chromosomale DNA-frequenties de waarschijnlijkheid van een grote westwaartse migratie zo recent als 3000 jaar geleden verminderd. De continuïteitstheorie stelt dat in ieder geval de genetische voorouders van de Fins-Oegrische volkeren tot de vroegste inheemse volkeren van Europa behoorden.
Recent kreeg een gewijzigde vorm van de migratietheorie nieuwe steun onder de jongere generatie taalkundigen, die van mening zijn dat archeologie, genen en craniometrische gegevens geen bewijs kunnen leveren voor prehistorische talen.
Over de oorsprong van de mensen die tijdens het mesolithicum in het Oostzeegebied leefden, wordt nog steeds gedebatteerd. Vanaf het midden van het neolithicum is er een zekere mate van overeenstemming onder geleerden: men vermoedt dat rond de periode 4000-3000 v.Chr. Fins-sprekende stammen uit het oosten of zuidoosten zich in de Baltische regio vestigden, waar zij zich samenvoegden met de oorspronkelijke bewoners, die vervolgens de proto-Oostzeefinse taal en de kamkeramiekcultuur van de nieuwkomers overnamen. De leden van deze nieuwe etnische groep worden beschouwd als de voorouders van de hedendaagse Esten. Y-chromosomale gegevens tonen ook een gemeenschappelijke afkomst voor de mannelijke voorouders van de naburige Letten, sprekers van de Indo-Europese Letse taal. Volgens de studies zijn de Letse mannen nauwer verwant aan Fins-Oegrisch sprekende Wolga-Finnen zoals de Mari, dan aan de Oostzeefinnen.
Aan de andere kant achten sommige taalkundigen het onwaarschijnlijk dat er al op zo'n vroeg tijdstip een Baltisch-Finse taal zou hebben bestaan. Volgens deze opvattingen verschenen de Finse talen in Finland en de Baltische regio pas tijdens de vroege bronstijd (ca. 1800 v. Chr.), zo niet later.

## Geschiedenis

### Mesolithicum
De regio is bevolkt sinds het einde van de laatste ijstijd, ongeveer 10.000 voor Christus. De vroegste sporen van menselijke bewoning zijn verbonden met de Suomusjärvicultuur en de Kundacultuur. De vroeg-mesolithische site Pulli, aan de rivier de Pärnu, is gedateerd tot het begin van het 9e millennium v.Chr. De Kundacultuur dankt zijn naam aan de Lammasmäe-site in het noorden van Estland, die dateert van vóór 8.500 v.Chr. Beenderen en stenen artefacten vergelijkbaar met die gevonden in Kunda zijn elders in Estland ontdekt, evenals in Letland, Noord-Litouwen en Zuid-Finland.

### Neolithicum
Rond 5.300 v.Chr. kwamen aardewerk en landbouw Finland binnen, hetgeen het begin van het neolithicum markeerde. De vroegste vertegenwoordigers behoren tot de kamkeramiekcultuur.
Tot het begin van de jaren tachtig werd de komst van de Finse volkeren geassocieerd met de kamkeramiekcultuur. Een dergelijke koppeling van archeologische culturen met taalgroepen kan echter niet worden bewezen, en er is gesuggereerd dat de toename van nederzettingsvondsten in de periode gerelateerd was aan een economische opleving die verband hield met de opwarming van het klimaat. Sommige onderzoekers beweerden zelfs dat er al sinds het einde van de laatste ijstijd een vorm van Proto-Oeraalse taal in Estland en Finland kan zijn gesproken. Door middel van archeogenetica is aangetoond dat de bevolking het grootste deel van haar voorouders ontleent aan de oostelijke jager-verzamelaars van Rusland en omgeving.

### Bronstijd
Het begin van de bronstijd in Estland wordt gedateerd op ongeveer 1.800 voor Christus, in het huidige Finland enige tijd na 1.500 v.Chr. De kustgebieden van Finland maakten deel uit van de Noordse bronstijd, terwijl de binnenlanden invloeden vertonen van de brons gebruikende culturen van Noord-Rusland. De eerste versterkte nederzettingen verschenen; Asva en Ridala op het eiland Saaremaa en Iru in het noorden van Estland. De ontwikkeling van de scheepsbouw vergemakkelijkte de verspreiding van brons. Veranderingen vonden plaats in de begrafenisgebruiken; een nieuw type begraafplaats verspreidde zich van Germaanse naar Estse gebieden, steenkisten en crematiebegravingen werden steeds gebruikelijker, naast kleine aantallen steenschepen. In genetisch opzicht ontleende de bronstijdbevolking het grootste deel van haar voorouders aan de bootbijlcultuur, met een verhoogde hoeveelheid voorouders van mesolithische jager-verzamelaars, maar zonder Siberische invloed.

### IJzertijd
De pre-Romeinse ijzertijd begon ongeveer 500 v.Chr. en duurde tot het midden van de 1e eeuw. De oudste ijzerwaren werden geïmporteerd, hoewel sinds de 1e eeuw ijzer werd gesmolten uit lokaal ijzeroer. De nederzettingen bevonden zich meestal op plaatsen die natuurlijke bescherming boden. Versterkingen werden gebouwd, hoewel slechts tijdelijk gebruikt. Het verschijnen in Estland van omheinde vierkante raatakkers dateert uit de pre-Romeinse ijzertijd. De meeste stenen met door de mens gemaakte inkepingen, die vermoedelijk verband hielden met magie die bedoeld was om de vruchtbaarheid van de gewassen te vergroten, dateren uit deze periode. Een nieuw type graf, vierhoekige grafheuvels, begon zich te ontwikkelen. De begrafenistradities laten een duidelijke begin van sociale stratificatie zien. De eerste gerapporteerde individuen met het Siberische Y-DNA-haplotype N-M231 in de Oostzeeregio dateren uit de ijzertijd.
De Romeinse ijzertijd wordt ruwweg gedateerd tussen 50 en 450 na Christus, het tijdperk dat werd beïnvloed door de invloed van het Romeinse Rijk. In de materiële cultuur wordt dit weerspiegeld door enkele Romeinse munten, juwelen en kunstvoorwerpen. De overvloed aan ijzeren voorwerpen in Zuid-Estland wijst op nauwe banden over land met zuidelijke gebieden, terwijl de kustbewoners van Finland en de eilanden van West- en Noord-Estland voornamelijk over zee met hun buren communiceerden.
Tussen 200 en 400 AD begon een groep Oostzee-Finnen in het zuidwesten van Finland, die vanuit het tegenwoordige Estland naar Finland waren gereisd, landinwaarts te trekken richting Tavastland. Deze eigenlijke Finnen in strikte zin kan men geografisch in drie groepen verdelen:
1. Tavastiërs: De stammen die landinwaarts gingen naar Tavastland
2. Zuidwestelijke Finnen: de stammen ten zuiden van de Kokemäenjoki-delta
3. Zuid-Ostrobothniërs: De stammen aan de noordkant van de delta

Tijdens de Volksverhuizingsperiode in 400-600 AD nam de Estse invloed geleidelijk af. Tegen het einde van de periode waren duidelijk gedefinieerde tribale dialectische gebieden ontstaan, Finnen, Tavastiërs, Kareliërs, Noord-Esten, Zuid-Esten en West-Esten, inclusief de eilandbewoners, waarbij de bevolking van elk een eigen begrip van identiteit had gevormd.

### Vermeldingen in de kronieken
De benaming Fin wordt voor het eerst genoemd in de vorm Fenni door de Romeinse historicus Tacitus in de 1e eeuw na Christus. Het is echter mogelijk dat hij doelde op de bewoners van Noord-Europa in het algemeen, met name de Samen. Daarna wordt de naam Finni gebruikt door Claudius Ptolemaeus (rond 150) en de Byzantijnse schrijver Jordanes in zijn Getica (551). De verwijzingen naar Finse stammen worden veel talrijker vanaf de Vikingtijd (800-1050). Pas omstreeks 1171 werd het woord Finni gebruikt om de eigenlijke Finnen aan te duiden.
De benaming Aesti komt ook voor het eerst voor bij Tacitus, die hier echter een waarschijnlijk Baltisch volk mee aanduidde. In Noordse sagen van de 13e eeuw werd de term gebruikt om de Esten aan te duiden.
In een Noorse tekst uit de 11e-12e eeuw verschijnen voor het eerst eerst de benaming Kiriali, verwijzend naar de Kareliërs, en de term cornuti Finni, geïnterpreteerd als een verwijzing naar de Samen.
Het openingshoofdstuk van de Nestorkroniek (begin 12e eeuw) vermeldt de volgende volkeren die onder andere "in het aandeel van Jafet" leefden: Tsjoeden, Merja, Moeromiërs, Wepsen, Tsjeremissen, Mordvinen (Moksja en Erzja), Tsjoeden voorbij de overhalen, Permjaken, Seto, Jam, Joegra en Liv. Ook wordt de naam Soem vermeld, die mogelijk Suomi betekent (de Finse naam voor Finland).
Met de Tsjoeden, zoals vermeld in de vroegste Oost-Slavische kronieken, worden in 12e-eeuwse context meestal de Esten bedoelt, hoewel de naam soms verwijst naar alle Finse volkeren in het noordwesten van Rusland. Volgens de Nestorkroniek werden de landen van de Tsjoeden begrensd door de Varangiaanse Zee (Oostzee). In 1030 viel Jaroslav I de Wijze het land van de Tsjoeden binnen en stichtte Joerjev (de historische Russische naam van Tartu, Estland). Ze bleven tot 1061 toen, volgens kronieken, Joerjev door de Tsjoeden werd platgebrand.
De Noordelijke (of Oostelijke) Tsjoeden waren een mythisch volk in de volksoverleveringen van de noordelijke Russen en hun buren. In de Komi-mythologie vertegenwoordigen de Noordelijke Tsjoeden de mythische voorouders van het Komi-volk.

### Latere geschiedenis
In de 13e eeuw werd de Oost-Baltische wereld getransformeerd door militaire veroveringen. Eerst werden de Lijven en de Esten, daarna de Finnen verslagen, gekerstend en militair bezet door Duitsers, Denen en Zweden. Finland werd geregeerd als een deel van Zweden, terwijl Estland onder de Duitse Orde van de Zwaardbroeders en later Deense overheersing stond.
Finland en Estland werden onafhankelijk aan het einde van de Eerste Wereldoorlog (1917-1918). De Kareliërs bleven onder Russische en vervolgens Sovjetregering, en hun absolute en relatieve aantal nam af. Toen de verstedelijking haar hoogtepunt bereikte, verloren minder talrijke volkeren snel het vermogen om hun dorpscultuur te behouden en werden daardoor vaak geassimileerd in de reguliere samenleving.

## Finse orale verskunst
De Oostzee-Finse volkeren delen een gemeenschappelijk cultureel erfgoed: de kunst van het oude "runo"-zingen in het "Kalevala-metrum", welke naar schatting 2.500-3000 jaar teruggaat. De Finse en Estse nationale heldendichten, Kalevala en Kalevipoeg, zijn beide in deze versmaat geschreven. De Wepsen zijn het enige Oostzee- Finse volk zonder significant corpus van mondelinge poëzie in het Kalevala-metrum. De poëtische traditie omvat epische gedichten (voornamelijk bekend in Karelië en Ingrië, misschien als overblijfselen van een eerdere, bredere verspreiding), lyrische gedichten en magische chanten.
De oude runo-zang was de inspiratiebron voor het nationale epos van Finland, de Kalevala samengesteld door Elias Lönnrot, en de muziek van Arvo Pärt, de bekendste Estse componist op klassiek gebied. Ook J.R.R. Tolkien benadrukte het belang van de Kalevala-traditie als bron voor zijn legendarium, waaronder De Silmarillion en In de ban van de ring.